# Flughafen Ōshima

i7
i11
i13
Der Flughafen Ōshima (japanisch 大島空港 Ōshima Kūkō, IATA-Code: OIM, ICAO-Code: RJTO) ist ein kleiner Inselflughafen in der Kleinstadt Ōshima auf der Insel Ōshima im japanischen Izu-Archipel. Der Flughafen Ōshima gilt nach der japanischen Gesetzgebung als Flughafen 3. Klasse.
Die Fluggesellschaft All Nippon Airways bietet Linienflüge zum Flughafen Tokio-Haneda und die Shin Chūō Kōkū zum Flughafen Chōfu, sowie die Tōhō Kūkō einen Helikopter-Lufttaxiservice zum Flughafen Miyakejima und die Insel Toshima.

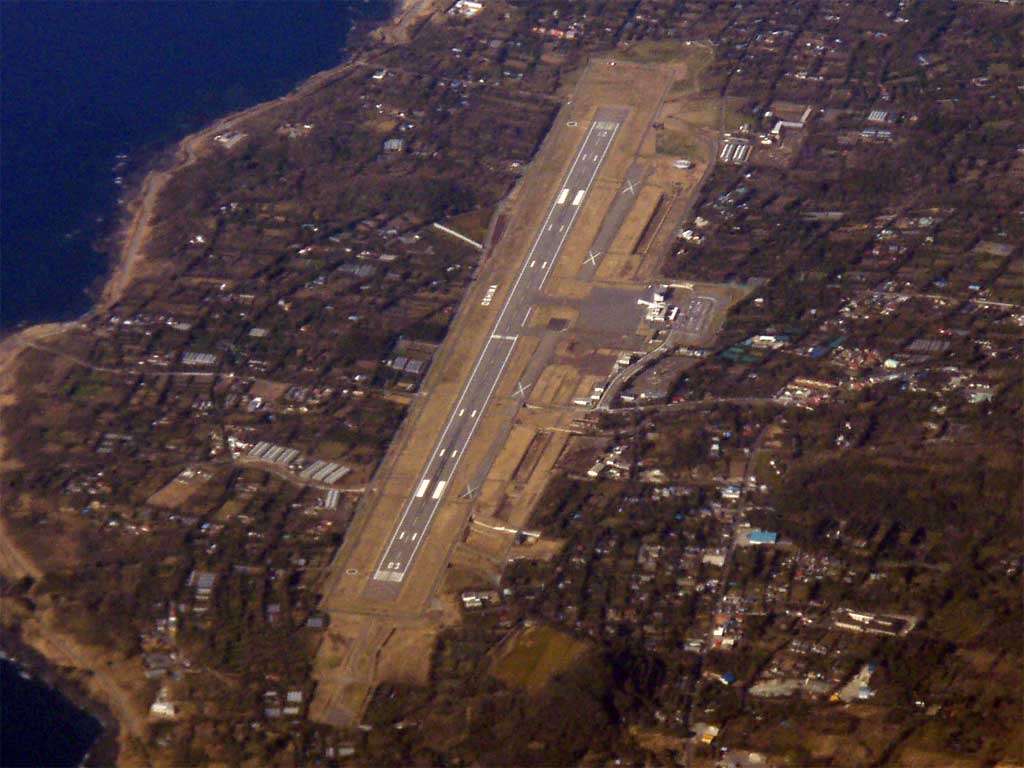
Luftbild des Flughafens